# Lucius Titius Optatus
Lucius Titius Optatus war ein antiker römischer Goldschmied des 1. Jahrhunderts n. Chr. 
Er ist einzig durch seinen Grabstein bekannt, den eine Publilia Festia für ihn und ihren Patron Sextus Publilius Truphon errichten ließ. Der Stein ist ein heller Kalksteinblock in Form einer Ädikula, die oben von einem dreieckigen Tympanonfeld abgeschlossen und an den oberen Ecken mit einer Art Akroter verziert ist. Auf der Vorderseite des Steins befindet sich die Grabinschrift und darunter ein schlecht erhaltenes Relief mit drei stehenden Figuren. Der Text ist in drei Spalten eingemeißelt, sodass jeder Name über der Abbildung der entsprechenden Person steht und diese gewissermaßen beschriftet. Der Text der Inschrift lautet:

“Publilia / Sex(ti) l(iberta) Fistia // Sex(to) Publilio Sex(ti) l(iberto) / Truphoni patron(o) suo // L(ucio) Titio Optato / aurifici”

„Publilia Festia, Freigelassene des Sextus, für Sextus Publilius Truphon, Freigelassenen des Sextus, ihren Patron, und für Lucius Titius Optatus, Goldschmied“

Die Figur der Publilia Fistia (links) und die des Sextus Publilius Trupho (Mitte) sind einander zugewandt und reichen sich die Hand (Dextrarium iunctio), was in der antiken Bildsprache häufig ein Zeichen für die Ehe zweier Personen ist, hier aber auch einfach für eine Patronatsbeziehung zwischen der Freigelassenen und ihrem ehemaligen Herren stehen könnte. Die Figur des Lucius Titius Optatus steht etwas zurückgesetzt am rechten Rand. Seine Beziehung zu den beiden anderen Dargestellten und damit der Grund für die gemeinsame Beisetzung ist unklar. In der Forschung wird vermutet, dass er mit ihnen verwandt war oder aber beruflich eng mit ihnen zusammenarbeitete. Im Giebelfeld über der Inschrift sind zwei nicht mehr identifizierbare Objekte als Relief dargestellt. Möglicherweise handelt es sich dabei um Handwerkszeuge eines Goldschmieds, mit deren Abbildung auf den Beruf des Lucius Titius Optatus Bezug genommen werden sollte.
Die Inschrift stammt aus einer Nekropole des antiken Capua, des heutigen Santa Maria Capua Vetere. Als diese Stadt im 9. Jahrhundert durch die Sarazenen zerstört wurde, scheint der Grabstein in das kurz darauf an anderer Stelle gegründete „neue“ Capua verschleppt worden zu sein. Dort wurde er in eine Mauer des Palazzo Altamura in der Via della Carità eingemauert aufgefunden. Der Stein und damit auch der Tod des Lucius Titius Optatus wird in das 1. Jahrhundert n. Chr. datiert, teils in dessen erste Hälfte, teils in die flavische Zeit (69–96 n. Chr.). Heute befindet er sich im Museo Campano in Capua.
Weitere Informationen zu Lucius Titius Optatus lassen sich nur aus seinem Namen erschließen. Die Familie der Titier ist bereits ab der Zeit der römischen Republik in Capua bezeugt; ihre Mitglieder gehörten zur städtischen Oberschicht und bekleideten auch einige Verwaltungsämter. Der Name Optatus ist häufig bei Sklaven und Freigelassenen bezeugt. Es wäre demnach möglich, dass der Goldschmied ursprünglich ein Sklave eines Familienmitglieds der Titier gewesen war und bei der Freilassung – wie in einem solchen Fall üblich – dessen zwei erste Namen, das Praenomen und das Nomen gentile, übernahm. Allerdings ist die Tatsache, dass in der Grabinschrift die beiden anderen dargestellten Personen explizit als Freigelassene bezeichnet werden, Optatus aber nicht, ein Hinweis darauf, dass es sich bei ihm doch um einen Freigeborenen handeln könnte.